# برنامه ۲۰۱۵-۲۰۱۶ شبکه‌های تلویزیونی ایالات متحده
برنامه شبکه‌های تلویزیونی ایالات متحده در سال ۲۰۱۵ - ۲۰۱۶ مربوط به ۵ تا از بزرگترین کانال‌های ایالات متحدهٔ آمریکا شامل برنامه‌های تلویزیونی از سپتامبر ۲۰۱۵ تا اوت ۲۰۱۶ می‌باشد. این برنامه شامل مجموعه‌های جدید، دوباره‌ساخته‌شده و لغوشده می‌باشد که پس از برنامهٔ ۲۰۱۴ - ۲۰۱۵ اکران شده‌اند.
ان‌بی‌سی اولین شبکه‌ای بود که برنامهٔ خود را در ۱۰ مه ۲۰۱۵ اعلام کرد و پس از آن شبکهٔ فاکس در ۱۱ مه، شرکت پخش رسانه‌ای آمریکا در ۱۲ مه، سی‌بی‌اس در ۱۳ مه و سی‌دابلیودر ۱۴ مه برنامه‌های خود را اعلام کردند. پی‌بی‌اس در این فهرست شامل نشده‌است.

## رنگ‌ها و نشان‌گرها
- نشان‌دهندهٔ برنامه‌های محلی
- نشان‌دهندهٔ برنامه‌های درحال کار
- نشان‌دهندهٔ برنامه‌های ورزشی زنده
- نشان‌دهندهٔ فیلم‌ها
- نشان‌دهندهٔ برنامه‌های ویژه
- نشان‌دهندهٔ برنامه‌های فعلی

## برنامه
- مجموعه‌های جدید به صورت پررنگ نوشته شده‌اند.
- تمام زمان‌ها به وقت محلی منطقه زمانی شرقی و منطقه زمانی اقیانوس آرام می‌باشند.

### یکشنبه
| شبکه   | شبکه   | ۱۹:۰۰               | ۱۹:۳۰               | ۲۰:۰۰               | ۲۰:۰۰               | ۲۰:۳۰                   | ۲۱:۰۰                   | ۲۱:۳۰                   | ۲۲:۰۰                   | ۲۲:۳۰                   |         |
| ------ | ------ | ------------------- | ------------------- | ------------------- | ------------------- | ----------------------- | ----------------------- | ----------------------- | ----------------------- | ----------------------- | ------- |
| ان‌بی‌سی | خزان   | روزی روزگاری        | روزی روزگاری        | روزی روزگاری        | روزی روزگاری        | روزی روزگاری            | خون و نفت               | خون و نفت               | کوانتیکو                | کوانتیکو                |         |
| ان‌بی‌سی | زمستان | روزی روزگاری        | روزی روزگاری        | گالاونت             | گالاونت             | گالاونت                 | خون و نفت               | خون و نفت               | کوانتیکو                | کوانتیکو                |         |
| ان‌بی‌سی | بهار   | روزی روزگاری        | روزی روزگاری        | روزی روزگاری        | روزی روزگاری        | روزی روزگاری            | خون و نفت               | خون و نفت               | خانواده                 | خانواده                 | خانواده |
| سی‌بی‌اس | سی‌بی‌اس | ۶۰ دقیقه            | ۶۰ دقیقه            | خانم وزیر           | خانم وزیر           | خانم وزیر               | همسر خوب                | همسر خوب                | سی‌اس‌آی: سایبر           | سی‌اس‌آی: سایبر           |         |
| فاکس   | فاکس   | ان‌اف‌ال در فاکس      | برگری باب           | سیمپسون‌ها           | سیمپسون‌ها           | بروکلین نه-نه           | مرد خانواده             | آخرین مرد روی زمین      | برنامه‌های محلی          | برنامه‌های محلی          |         |
| ان‌بی‌سی | ان‌بی‌سی | شب فوتبال در آمریکا | شب فوتبال در آمریکا | شب فوتبال در آمریکا | شب فوتبال در آمریکا | فوتبال شب یکشنبه ان‌بی‌سی | فوتبال شب یکشنبه ان‌بی‌سی | فوتبال شب یکشنبه ان‌بی‌سی | فوتبال شب یکشنبه ان‌بی‌سی | فوتبال شب یکشنبه ان‌بی‌سی |         |

### دوشنبه
| شبکه     | شبکه     | ۲۰:۰۰                             | ۲۰:۳۰                             | ۲۱:۰۰                             | ۲۱:۳۰                             | ۲۲:۰۰                              | ۲۲:۳۰                              |                   |
| -------- | -------- | --------------------------------- | --------------------------------- | --------------------------------- | --------------------------------- | ---------------------------------- | ---------------------------------- | ----------------- |
| ان‌بی‌سی   | خران     | رقص با ستارگان                    | رقص با ستارگان                    | رقص با ستارگان                    | رقص با ستارگان                    | قلعه                               | قلعه                               |                   |
| ان‌بی‌سی   | پیگیری   | مبارزه بزرگ نور کریسمس (۷ دسامبر) | مبارزه بزرگ نور کریسمس (۷ دسامبر) | مبارزه بزرگ نور کریسمس (۷ دسامبر) | مبارزه بزرگ نور کریسمس (۷ دسامبر) | نمایش بزرگ پخت تعطیلات (۳۰ نوامبر) | نمایش بزرگ پخت تعطیلات (۳۰ نوامبر) |                   |
| ان‌بی‌سی   | سی‌بی‌اس   | خزان                              | تئوری بیگ بنگ                     | زندگی تکه‌تکه شده                  | عقرب                              | عقرب                               | ان‌سی‌آی‌اس: لس‌آنجلس                  | ان‌سی‌آی‌اس: لس‌آنجلس |
| پیگیری   | سی‌بی‌اس   | سوپرگرل                           | سوپرگرل                           |                                   | عقرب                              | عقرب                               | ان‌سی‌آی‌اس: لس‌آنجلس                  | ان‌سی‌آی‌اس: لس‌آنجلس |
| سی‌دابلیو | سی‌دابلیو | دوست‌ختر سابق دیوانه               | دوست‌ختر سابق دیوانه               | جین باکره                         | جین باکره                         | برنامه‌های محلی                     | برنامه‌های محلی                     |                   |
| فاکس     | خزان     | گاتهام                            | گاتهام                            | گزارش اقلیت                       | گزارش اقلیت                       | برنامه‌های محلی                     | برنامه‌های محلی                     |                   |
| فاکس     | زمستان   | پرونده‌های اکس (۲۴ ژانویه)         | پرونده‌های اکس (۲۴ ژانویه)         | لوسیفر                            | لوسیفر                            | برنامه‌های محلی                     | برنامه‌های محلی                     |                   |
| فاکس     | بهار     | گاتهام                            | گاتهام                            | لوسیفر                            | لوسیفر                            | برنامه‌های محلی                     | برنامه‌های محلی                     |                   |
| ان‌بی‌سی   | ان‌بی‌سی   | صدا                               | صدا                               | صدا                               | صدا                               | نقطه کور                           | نقطه کور                           |                   |

### سه‌شنبه
| شبکه     | شبکه     | ۲۰:۰۰                           | ۲۰:۳۰                           | ۲۱:۰۰                 | ۲۱:۳۰                       | ۲۲:۰۰                           | ۲۲:۳۰                           |
| -------- | -------- | ------------------------------- | ------------------------------- | --------------------- | --------------------------- | ------------------------------- | ------------------------------- |
| ان‌بی‌سی   | خزان     | ماپت‌ها                          | از روی قایق آمده                | مأموران شیلد          | مأموران شیلد                | تکرار برنامه‌ها                  | تکرار برنامه‌ها                  |
| ان‌بی‌سی   | پیگیری   | ماپت‌ها                          | از روی قایق آمده                | مأموران شیلد          | مأموران شیلد                | شهر ستمکار                      | شهر ستمکار                      |
| ان‌بی‌سی   | زمستان   | از روی قایق آمده                | اونیل‌های واقعی                  | مامور کارتر           | مامور کارتر                 | شهر ستمکار                      | شهر ستمکار                      |
| ان‌بی‌سی   | بهار     | از روی قایق آمده                | اونیل‌های واقعی                  | مأموران شیلد          | مأموران شیلد                | TBA                             | TBA                             |
| سی‌بی‌اس   | سی‌بی‌اس   | ان‌سی‌آی‌اس                        | ان‌سی‌آی‌اس                        | ان‌سی‌آی‌اس: نیواورلئان  | ان‌سی‌آی‌اس: نیواورلئان        | بی‌حد                            | بی‌حد                            |
| سی‌دابلیو | سی‌دابلیو | فلش                             | فلش                             | آی‌زامبی               | آی‌زامبی                     | برنامه‌های محلی                  | برنامه‌های محلی                  |
| فاکس     | خزان     | مستثنی‌شده                       | گریندر                          | ملکه‌های جیغ           | ملکه‌های جیغ                 | برنامه‌های محلی                  | برنامه‌های محلی                  |
| فاکس     | زمستان   | مستثنی‌شده                       | گریندر                          | دختر جدید             | راهنمای زنده‌ماندن کوپر بارت | برنامه‌های محلی                  | برنامه‌های محلی                  |
| ان‌بی‌سی   | خزان     | وویس                            | وویس                            | وویس                  | وویس                        | بهترین ساعات با نیل پاتریک هریس | بهترین ساعات با نیل پاتریک هریس |
| ان‌بی‌سی   | پیگیری   | بهترین ساعات با نیل پاتریک هریس | بهترین ساعات با نیل پاتریک هریس | وویس                  | وویس                        | آتش شیگاگو                      | آتش شیگاگو                      |
| ان‌بی‌سی   | پیگیری   | وویس                            | وویس                            | شیکاگو مد (۱۷ نوامبر) | شیکاگو مد (۱۷ نوامبر)       | آتش شیگاگو                      | آتش شیگاگو                      |

### چهارشنبه
| شبکه     | شبکه     | ۲۰:۰۰              | ۲۰:۳۰              | ۲۱:۰۰                           | ۲۱:۳۰                           | ۲۲:۰۰            | ۲۲:۳۰            |
| -------- | -------- | ------------------ | ------------------ | ------------------------------- | ------------------------------- | ---------------- | ---------------- |
| ان‌بی‌سی   | خزان     | The Middle         | The Goldbergs      | خانواده امروزی                  | Black-ish                       | نشویل            | نشویل            |
| ان‌بی‌سی   | زمستان   | The Middle         | The Goldbergs      | خانواده امروزی                  | Black-ish                       | Secrets and Lies | Secrets and Lies |
| ان‌بی‌سی   | بهار     | The Middle         | The Goldbergs      | خانواده امروزی                  | Black-ish                       | نشویل            | نشویل            |
| سی‌بی‌اس   | سی‌بی‌اس   | Survivor: Cambodia | Survivor: Cambodia | ذهن‌های مجرم                     | ذهن‌های مجرم                     | کد سیاه          | کد سیاه          |
| سی‌دابلیو | سی‌دابلیو | پیکان              | پیکان              | سوپرنچرال                       | سوپرنچرال                       | برنامه‌های محلی   | برنامه‌های محلی   |
| فاکس     | خزان     | Rosewood           | Rosewood           | امپراتوری                       | امپراتوری                       | برنامه‌های محلی   | برنامه‌های محلی   |
| فاکس     | زمستان   | امریکن آیدل        | امریکن آیدل        | امپراتوری                       | امپراتوری                       | برنامه‌های محلی   | برنامه‌های محلی   |
| ان‌بی‌سی   | ان‌بی‌سی   | معماهای لورا       | معماهای لورا       | قانون و نظم: واحد قربانیان ویژه | قانون و نظم: واحد قربانیان ویژه | Chicago P.D.     | Chicago P.D.     |

### پنج‌شنبه
| شبکه     | شبکه     | ۲۰:۰۰                      | ۲۰:۳۰                                                  | ۲۱:۰۰                                                  | ۲۱:۳۰                                                  | ۲۲:۰۰                                                  | ۲۲:۳۰                                                  |
| -------- | -------- | -------------------------- | ------------------------------------------------------ | ------------------------------------------------------ | ------------------------------------------------------ | ------------------------------------------------------ | ------------------------------------------------------ |
| ان‌بی‌سی   | خزان     | آناتومی گری                | آناتومی گری                                            | Scandal                                                | Scandal                                                | چگونه از مجازات قتل فرار کرد                           | چگونه از مجازات قتل فرار کرد                           |
| ان‌بی‌سی   | زمستان   | آناتومی گری                | آناتومی گری                                            | Scandal                                                | Scandal                                                | The Catch                                              | The Catch                                              |
| سی‌بی‌اس   | خزان     | NFL Thursday Night Kickoff | Thursday Night Football (continued to game completion) | Thursday Night Football (continued to game completion) | Thursday Night Football (continued to game completion) | Thursday Night Football (continued to game completion) | Thursday Night Football (continued to game completion) |
| سی‌بی‌اس   | پیگیری   | تئوری بیگ بنگ (11/5)       | Life in Pieces (11/5)                                  | مام (مجموعه تلویزیونی) (11/5)                          | دو دختر بی‌پول (11/12)                                  | ابتدایی (11/5)                                         | ابتدایی (11/5)                                         |
| سی‌دابلیو | سی‌دابلیو | خاطرات خون‌آشام             | خاطرات خون‌آشام                                         | اصیل‌ها                                                 | اصیل‌ها                                                 | برنامه‌های محلی                                         | برنامه‌های محلی                                         |
| فاکس     | فاکس     | استخوان‌ها                  | استخوان‌ها                                              | Sleepy Hollow                                          | Sleepy Hollow                                          | برنامه‌های محلی                                         | برنامه‌های محلی                                         |
| ان‌بی‌سی   | خزان     | قهرمان‌ها: تولد دوباره      | قهرمان‌ها: تولد دوباره                                  | لیست سیاه                                              | لیست سیاه                                              | The Player                                             | The Player                                             |
| ان‌بی‌سی   | زمستان   | قهرمان‌ها: تولد دوباره      | قهرمان‌ها: تولد دوباره                                  | لیست سیاه                                              | لیست سیاه                                              | Shades of Blue (1/14)                                  | Shades of Blue (1/14)                                  |

### جمعه
| شبکه     | شبکه     | ۲۰:۰۰                    | ۲۰:۳۰                    | ۲۱:۰۰                   | ۲۱:۳۰                   | ۲۲:۰۰                             | ۲۲:۳۰                             |
| -------- | -------- | ------------------------ | ------------------------ | ----------------------- | ----------------------- | --------------------------------- | --------------------------------- |
| ان‌بی‌سی   | خزان     | Last Man Standing        | Dr. Ken                  | شارک تنک                | شارک تنک                | ۲۰/۲۰ (برنامه تلویزیونی آمریکایی) | ۲۰/۲۰ (برنامه تلویزیونی آمریکایی) |
| ان‌بی‌سی   | زمستان   | Last Man Standing        | Uncle Buck               | شارک تنک                | شارک تنک                | ۲۰/۲۰ (برنامه تلویزیونی آمریکایی) | ۲۰/۲۰ (برنامه تلویزیونی آمریکایی) |
| سی‌بی‌اس   | سی‌بی‌اس   | The Amazing Race 27      | The Amazing Race 27      | هاوایی فایو-زیرو        | هاوایی فایو-زیرو        | نجیب‌زادگان                        | نجیب‌زادگان                        |
| سی‌دابلیو | سی‌دابلیو | حکومت                    | حکومت                    | مدل برتر بعدی آمریکا    | مدل برتر بعدی آمریکا    | برنامه‌های محلی                    | برنامه‌های محلی                    |
| فاکس     | فاکس     | MasterChef Junior (11/6) | MasterChef Junior (11/6) | World's Funniest (11/6) | World's Funniest (11/6) | برنامه‌های محلی                    | برنامه‌های محلی                    |
| ان‌بی‌سی   | خزان     | تکرار برنامه‌ها           | تکرار برنامه‌ها           | دیتلاین ان‌بی‌سی          | دیتلاین ان‌بی‌سی          | دیتلاین ان‌بی‌سی                    | دیتلاین ان‌بی‌سی                    |
| ان‌بی‌سی   | پیگیری   | Undateable               | Truth Be Told            | گریم                    | گریم                    | دیتلاین ان‌بی‌سی                    | دیتلاین ان‌بی‌سی                    |

### شنبه
| شبکه   | شبکه   | ۲۰:۰۰                                                  | ۲۰:۳۰                                                  | ۲۱:۰۰                                                  | ۲۱:۳۰                                                  | ۲۲:۰۰                                                  | ۲۲:۳۰                                                  |
| ------ | ------ | ------------------------------------------------------ | ------------------------------------------------------ | ------------------------------------------------------ | ------------------------------------------------------ | ------------------------------------------------------ | ------------------------------------------------------ |
| ان‌بی‌سی | خزان   | Saturday Night Football (continued to game completion) | Saturday Night Football (continued to game completion) | Saturday Night Football (continued to game completion) | Saturday Night Football (continued to game completion) | Saturday Night Football (continued to game completion) | Saturday Night Football (continued to game completion) |
| ان‌بی‌سی | زمستان | NBA Countdown                                          | NBA on ABC (continued to game completion)              | NBA on ABC (continued to game completion)              | NBA on ABC (continued to game completion)              | NBA on ABC (continued to game completion)              | NBA on ABC (continued to game completion)              |
| سی‌بی‌اس | سی‌بی‌اس | Crimetime Saturday                                     | Crimetime Saturday                                     | Crimetime Saturday                                     | Crimetime Saturday                                     | 48 Hours                                               | 48 Hours                                               |
| فاکس   | فاکس   | Fox College Football (continued to game completion)    | Fox College Football (continued to game completion)    | Fox College Football (continued to game completion)    | Fox College Football (continued to game completion)    | Fox College Football (continued to game completion)    | Fox College Football (continued to game completion)    |
| ان‌بی‌سی | ان‌بی‌سی | دیتلاین ان‌بی‌سی                                         | دیتلاین ان‌بی‌سی                                         | دیتلاین ان‌بی‌سی                                         | دیتلاین ان‌بی‌سی                                         | پخش زنده شنبه شب                                       | پخش زنده شنبه شب                                       |

## بر حسب شبکه

### ان‌بی‌سی
| مجموعه‌های بازگشته: - ۲۰/۲۰ (برنامه تلویزیونی آمریکایی) - 500 Questions - Agent Carter - مأموران شیلد - خنده‌دارترین ویدئوهای خانگی آمریکا - جرم آمریکایی - بچلر - Beyond the Tank - Black-ish - کسل - رقص با ستارگان - Fresh Off the Boat - Galavant - The Goldbergs - The Great Christmas Light Fight - آناتومی گری - چگونه از مجازات قتل فرار کرد - Last Man Standing - The Middle - Mistresses - خانواده امروزی - نشویل - روزی روزگاری - رسوایی - Secrets and Lies - شارک تنک - To Tell the Truth | مجموعه‌های جدید: - Blood & Oil - The Catch - Dr. Ken - The Family - The Great Holiday Baking Show - The Muppets - از پادشاهان و پیامبران - کوانتیکو - The Real O'Neals - Uncle Buck - Wicked City | مجموعه‌های سال ۲۰۱۴-۲۰۱۵ که در این سال بازنمی‌گردند: - The Astronaut Wives Club - Cristela - فوراور - Manhattan Love Story - رستاخیز - Revenge - پلیس‌های تازه‌کار - Selfie - The Taste - زمزمه |

### سی‌بی‌اس
| مجموعه‌های بازگشته: - دو دختر بی‌پول - 48 Hours - ۶۰ دقیقه - The Amazing Race - تئوری بیگ بنگ - Big Brother - نجیب‌زادگان - ذهن‌های مجرم - سی‌اس‌آی - CSI: Cyber - ابتدایی - همسر خوب - هاوایی فایو-زیرو - خانم وزیر - Mike & Molly - مام (مجموعه تلویزیونی) - ان‌سی‌آی‌اس - ان‌سی‌آی‌اس: لس‌آنجلس - ان‌سی‌آی‌اس: نیواورلئان - زوج عجیب - مظنون - Scorpion - بازمانده (سری تلویزیونی) - Thursday Night Football - Undercover Boss - باغ‌وحش | مجموعه‌های جدید: - American Gothic - Angel from Hell - مرگ مغزی (مجموعه تلویزیونی) - کد سیاه - Criminal Minds: Beyond Borders - Life in Pieces - نامحدود - Rush Hour - سوپرگرل | مجموعه‌های سال ۲۰۱۴-۲۰۱۵ که در این سال بازنمی‌گردند: - بتل کریک - دارای هستی - The McCarthys - منتالیست - The Millers - Stalker - دو مرد و نصفی - زیر گنبد |

### سی‌دابلیو
| مجموعه‌های بازگشته: - ۱۰۰ نفر (مجموعه تلویزیونی) - مدل برتر بعدی آمریکا - پیکان (مجموعه تلویزیونی) - دیو و دلبر (سریال ۲۰۱۲) - فلش (مجموعه تلویزیونی ۲۰۱۴) - آی‌زامبی (مجموعه تلویزیونی) - جین باکره - اصیل‌ها - Penn & Teller: Fool Us - حکومت (مجموعه تلویزیونی) - سوپرنچرال (مجموعه تلویزیونی) - خاطرات خون‌آشام - Whose Line Is It Anyway? | مجموعه‌های جدید: - Containment - Crazy Ex-Girlfriend - افسانه‌های فردا | مجموعه‌های سال ۲۰۱۴-۲۰۱۵ که در این سال بازنمی‌گردند: - هارت آو دیکسی - پیام‌آوران (مجموعه تلویزیونی) |

### شبکه رسانه‌ای فاکس
| مجموعه‌های بازگشته: - امریکن آیدل - برگری باب - استخوان‌ها (مجموعه تلویزیونی) - بروکلین نه-نه - امپراتوری (مجموعه تلویزیونی) - مرد خانواده - Fox College Football - گاتهام (مجموعه تلویزیونی) - Hell's Kitchen - آخرین مرد روی زمین (مجموعه تلویزیونی) - MasterChef - MasterChef Junior - دختر جدید (مجموعه تلویزیونی) - فرار از زندان (مجموعه تلویزیونی) - سیمپسون‌ها - Sleepy Hollow - World's Funniest - پرونده‌های اکس | مجموعه‌های جدید: - شهر مرزی - Cooper Barret's Guide to Surviving Life - Grandfathered - The Grinder - Houdini and Doyle - Lookinglass - Lucifer - Minority Report - Rosewood - ملکه‌های جیغ | مجموعه‌های سال ۲۰۱۴-۲۰۱۵ که در این سال بازنمی‌گردند: - Backstrom - پیرو (مجموعه تلویزیونی) - گلی (مجموعه تلویزیونی) - Knock Knock Live - The Mindy Project (moves to هیولو (وب‌گاه)) - Mulaney - Red Band Society - Utopia - Weird Loners |

### ان‌بی‌سی
| مجموعه‌های بازگشته: - امریکن نینجا واریور - آمریکا استعداد دارد - کارآموز (برنامه تلویزیونی) - Aquarius - The Biggest Loser - لیست سیاه (مجموعه تلویزیونی) - The Carmichael Show - Chicago Fire - Chicago P.D. - دیتلاین ان‌بی‌سی - Football Night in America - گریم (مجموعه تلویزیونی) - I Can Do That - قانون و نظم: واحد قربانیان ویژه - معماهای لورا - NBC Sunday Night Football - شیفت شب (مجموعه تلویزیونی) - Undateable - The Voice | مجموعه‌های جدید: - بهترین ساعات با نیل پاتریک هریس - Better Late Than Never - نقطه کور - Chicago Med - Crowded - Emerald City - Game of Silence - Heartbreaker - قهرمان‌ها: تولد دوباره - Hot & Bothered - Little Big Shots - The Player - Shades of Blue - سوپر مارکت (سریال تلویزیونی) - Truth Be Told - You the Jury - You, Me and the Apocalypse | مجموعه‌های سال ۲۰۱۴-۲۰۱۵ که در این سال بازنمی‌گردند: - A to Z - A.D.: The Bible Continues - About a Boy - Allegiance - ادیسه آمریکایی - Bad Judge - کنستانتین (مجموعه تلویزیونی) - هانیبال (مجموعه تلویزیونی) - Marry Me - Mr. Robinson - One Big Happy - Parenthood - پارک‌ها و تفریحات - State of Affairs - Welcome to Sweden |